# Dean Drako
Dean Drako é um empresário americano, empreendedor e fundador de mais de cinco empresas. Drako é conhecido como co-fundador, presidente e CEO da Barracuda Networks entre 2003 a 2012. Drako também é um investidor anjo.
Drako graduou-se em Engenharia Elétrica pela Universidade de Michigan e possui um mestrado em Engenharia Elétrica pela Universidade de Berkeley. A partir de 2013, Drako passou a ser detentor de 27 patentes, incluindo patentes em segurança de rede, protocolos de rede, circuitos digitais, software, processos bioquímicos e equipamentos esportivos.

## Histórico profissional
Em 1982, Drako fundou sua primeira empresa, que vendia bulletin board system, software que permite a conexão via telefone a um sistema através do computador chamado pacote T-net, usado para compartilhar mensagens via modems. Drako usou os lucros da companhia para financiar sua educação universitária.
Em 1992, Drako fundou e foi CEO da Design Acceleration, Inc. Ele vendeu a companhia para a Cadence Design Systems em 1999. Drako também foi fundador e CEO da Boldfish e Velosel. A Boldfish foi comprada pela Siebel Systems em 2003. No mesmo ano, Drako fundou a IC Manage, onde continua como presidente e CEO.
Drako contribuiu escrevendo uma série de artigos sobre código aberto, big data e Sistemas em Chip.

### Barracuda Networks
Em 2003 Drako também fundou a Barracuda Networks, com linhas de produtos de anti spam para email e anti vírus. Outras linhas de produtos da Barracuda lançados durante seu mandato foram: Filtro de conteúdo, balanceadores de carga, arquivamento de e-mail, e PBXs digitais.
Drako fez seis aquisições através da Barracuda Networks. Em 2007, adquiriu a NetContinuum, uma empresa controladora de aplicações; em 2008 adquiriu a BitLeap, empresa de serviços de backup baseados em computação em nuvem, a 3SP, uma empresa de Protocolo de Camada de Sockets Segura, a Rede Privada Virtua em 2009, a Yosemite Technologies, empresa de backup incremental de aplicações, uma participação do controle da pHion AG, uma empresa Austriaca de capital aberto de firewalls corporativos e a Purewire Inc, uma empresa de software como serviço (SaaS), Filtro de conteúdo e segurança.
Drako também apoiou 16 diferentes projetos de código aberto enquanto ele presidia a Barracuda, tais como a Valgrind, Apache, e a Free Software Foundation.
Drako se demitiu da Barracuda Networks, em Julho de 2012, para seguir outros empreendimentos, mas permaneceu no conselho administrativo da empresa. No momento da renúncia de Drako, Barracuda afirmou que era uma empresa rentável, gerando centenas de milhões de dólares em receita anual, com cerca de 30% de crescimento ao ano desde seu início, tendo ultrapassado a marca de 150.000 clientes.
Em janeiro de 2014, a Forbes estimou que as ações de Drako na Barracuda são de aproximadamente US$ 340 milhões.

### Eagle Eye Networks
Em julho de 2012 Drako fundou a Eagle Eye Networks, uma empresa de segurança de vídeo baseado em computação em nuvem, e atuou como presidente e CEO.
Em janeiro de 2014, Drako lançou formalmente o Eagle Eye Networks e introduziu o sistema de vídeo de vigilância com gerenciamento em nuvem. O objetivo da Eagle Eye era fazer para vigilância de vídeo o que o Dropbox fez pelo compartilhamento de arquivos, fazendo vídeo mais acessíveis e faceis de usar.

## Prêmios e reconhecimentos
Em 1984, Dean ganhou o Westinghouse Science Talent Search por sua pesquisa de energia solar.
Em 2007, Drako foi nomeado Empreendedor do Ano do norte da Califórnia na categoria Redes e Comunicações pela Ernst & Young.
Em 2011, durante o mandato de Drako como CEO, a Barracuda Networks foi ranqueada no 2º lugar como melhor empresa de tecnologia para se trabalhar pela Business Insider.
Em 2012, Dean foi eleito diretor da Software de projetos de circuitos integrados.
De 2012 a 2015, Drakon atua no conselho da Universidade de Michigan.
Em 2014, Drako foi selecionado como palestrante principal da Universidade de Berkeley na semana de engenharia.